# Kerkstraat 6 (Eemnes)
Kerkstraat 6 is een rijksmonument aan de Kerkstraat in Eemnes in de provincie Utrecht.
De sierankers vermelden 1688 als bouwjaar. Vanaf 1884 was er de kruidenierswinkel van Jan van der Hurk gevestigd, in 1907 nam Daatje Nagel de winkel over. Na de Tweede Wereldoorlog werd dit drukkerij "HIPA-HIBO".
Het pand heeft een gepleisterde plint aan de voorzijde. In het bovenlicht van de voordeur is een levensboom aangebracht.